# Oki Electric Industry
Oki Electric Industry Co., Ltd. (沖電気工業株式会社, Oki Denki Kogyo Kabushiki) é uma empresa japonesa de fabricação e venda de informações e telecomunicações e produtos de impressão.   em Tóquio, no Japão, a Oki opera em mais de 120 países ao redor do mundo. Atualmente a fabricante oferece produtos para operadoras de telecomunicações, instituições financeiras, agências governamentais, grandes corporações, bem como pequenas e médias empresas diretamente ou através de distribuidores e revendedores. 
Já Oki Printing Solutions é uma subsidiária da Oki Electric Industry, focada na criação de produtos profissionais de comunicação impressa, aplicações e serviços. Oki Printing Solutions oferece uma ampla gama de dispositivos, de impressoras, faxes e produtos multi-funcionais para aplicações empresariais e serviços de consultoria.